# IAI Nesher
El IAI Nesher fue un avión de caza supersónico de la familia Mirage, ensamblado por la compañía Israel Aerospace Industries para la Fuerza Aérea Israelí en la década de 1960.
Fue exportado en 1978 a la Fuerza Aérea Argentina, donde el avión recibió el nombre M-5 Dagger o simplemente Dagger. Posteriormente se llevó a cabo una serie de mejoras denominándoselo Finger.

## Desarrollo
La Fuerza Aérea Israelí era uno de mayores clientes del fabricante francés Dassault Aviation con 72 interceptores Mirage III comprados. Los militares israelíes solicitaron a Dassault una optimización del Mirage III para realizar misiones de ataque a superficie en los escenarios de Oriente Medio. La variante, Mirage 5J, realizó su primer vuelo el 19 de mayo de 1967 e Israel ordenó un lote de 50 unidades. Pero el Gobierno de Francia impuso un embargo de armas a las naciones de Oriente Medio incluida Israel, por lo que confiscó los 50 aviones, que posteriormente terminaron en las filas del Ejército del Aire francés. No obstante, el país mediterráneo finalmente adquirió los aviones de combate que requería, a pesar de un embargo inicial. De forma oficial según el Gobierno israelí, obtuvo planos y componentes menores y con ellos, Israel Aircraft Industries (IAI) construyó el avión, pero otra versión muy difundida aclara que en realidad los israelíes contaron con la ayuda de Dassault, quien les habría proporcionado la tecnología, material y asesoramiento necesario. Los Nesher serían, por tanto,  Mirages 5, los cuales llegaron a Israel desensamblados y tuvieron que ser montados por los técnicos israelíes.
El primer avión, denominado Nesher («Águila»), realizó su primer vuelo en septiembre de 1969. El proceso continuó hasta 1971, cuando comenzaron las entregas, que totalizaron 61 aeronaves. Del total, 51 eran monoplazas, Nesher S y 10 eran biplazas, Nesher T.
Israel buscó fuentes alternativas de repuestos por fuerzas aéreas de todo el mundo, especialmente Australia dado que este país fabricaba muchos componentes. Israel necesitaba imperiosamente los aviones encargados para reemplazar los aviones perdidos durante la Guerra de 1967 y además estaba atrapado en una permanente guerra de desgaste con sus vecinos. Entonces, como consecuencia se encargó a IAI el desarrollo del Nesher. La necesidad obligaba a ello, además que Israel era consciente de su debilidad internacional y empezó a buscar la autosuficiencia en armas. Muchos de los planos ya estaban en manos de los ingenieros de IAI tras dos años de colaboración con Dassault. En poco tiempo comenzaron a trabajar en la versión israelí del Mirage.

## Diseño
El Nesher tenía una estructura de semimonocasco convencional que se estrechaba en su centro. Sus características alas deltas eran controladas por dos elevones para el cabeceo y el alabeo. El avión no tenía flaps.
Los conos de las tomas de aire se desplazaban dentro de las mismas hacia adelante y hacia atrás según la velocidad regulando el flujo de entrada de aire. Este movimiento era automático, aunque también podía ser controlado manualmente.
Equipaba un asiento eyectable cero-cero Martin-Baker JM-6.
El Nesher tenía siete puntos de anclaje que totalizaban una capacidad de carga de 3150 kg. En cuanto al combustible, disponía de una capacidad interna de 3460 litros, la cual podía ampliarse con tanques de combustibles suplementarios. Generalmente adoptaban una configuración de tres depósitos externos de 1300 litros cada uno, que incrementaban la capacidad a un total de 7360 litros.
La aviónica del Nesher fue más simple que la del Mirage IIICJ. Los aviadores hallaron al Nesher menos maniobrable que el Mirage IIICJ.
A pedido de la Fuerza Aérea Israelí, los Nesher recibieron una secuencia de evacuación del combustible configurada especialmente para volverlos más inestables, lo que los favorecía para el combate aire-aire. La secuencia comenzaba con el vaciamiento del depósito superior —ubicado inmediatamente detrás de la cabina— antes de los tanques alares del borde de ataque. Esto se traducía en una reducción del peso en la parte delantera que desplazaba al centro de gravedad hacia atrás reduciendo el margen de estabilidad dinámica longitudinal. Por tanto, el avión era menos estable. En Argentina esta particularidad posibilitaba al Dagger ganar la mayoría de los combates contra el más estable Mirage IIIEA.

## Proyecto Dagger
A mediados de la década de 1970, Argentina necesitaba adquirir aviones de combate pero no podía comprar a Estados Unidos ya que este país le había impuesto un embargo de armas tras el golpe de Estado de 1976. También desechó una compra a Francia pues la Dassault Aviation era renuente a vender por la presión internacional. La Fuerza Aérea Argentina quería obtener el IAI Kfir pero tampoco podía pues este avión equipaba el motor estadounidense General Electric J79. En estas circunstancias, la Israel Aircraft Industries ofertó a Argentina los Nesher que se retiraban en la Fuerza Aérea Israelí, con una modernización para asimilar las características del Kfir reteniendo los motores franceses Snecma Atar.
El 10 de agosto de 1978 Argentina compró 24 monoplazas y dos biplazas por un monto de USD 109 192 000. Los Dagger —o Mirage 5 para la Fuerza Aérea Argentina— fueron revisados por la IAI en Tel Aviv. El original Nesher sufrió varias modificaciones: reemplazo del sistema de comunicaciones UHF por un VHF Collins, incorporación de un VOR Collins y cambios en el instrumental. Los israelíes también inspeccionaron el fuselaje y el motor, además de colocar un paracaídas de frenado nuevo y discos de freno nuevos.

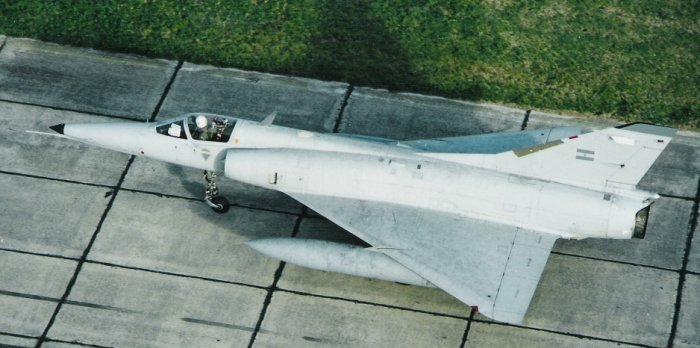
Finger IIIA de la FAA en el aeropuerto de Tandil, año 1999.

Tras intento frustrado de la FAA de hacerse del IAI Kfir C.2, continuó con la modernización de sus Nesher, en detrimento de sus más viejos A-4C Skyhawk. El programa fue denominado proyecto SINT (Sistema Integrado de Navegación y Tiro). Se contrató a la empresa Marconi Avionics Ltd. para el suministro del hardware, el mismo que equipaban los F-16A Fighting Falcon de la USAF.
Tras el conflicto del Atlántico Sur, Argentina continuó el Proyecto SINT. El avión resultante de la actualización del Dagger se había de denominar «Finger». Se realizó una actualización de la aviónica del Dagger a los estándares del IAI Kfir. Cuando se compraron los aviones IAI había ofrecido esta opción, pero las prisas en tener los aviones operativos cuanto antes hicieron que se descartara la opción, aunque siguió trabajándose en ella. El proyecto SINT inició en 1981 e incorporaba el radar Elta EL/M-2001B, un nuevo ordenador de vuelo, unidades electrónicas Ferranti y un nuevo HUD Canadian Marconi. El proyecto buscaba un equivalente a las capacidades del Kfir C.2.
Como el proceso de modernización supondría una disminución en la cantidad de aviones operativos se aceptó la oferta israelí de comprar un segundo lote, 11 monoplazas y dos biplazas. Estos aviones llegaron a Argentina en febrero de 1982, formando el II Escuadrón de Cazabombardero. En 1983 voló el primer prototipo Finger I con un software diseñado en Argentina y HUD y electrónica francesa reemplazano a las de Ferranti y Marconi. El Proyecto SINT mejoró considerablemente las capacidades del lote de 21 aviones sobrevivientes al conflicto del Atlántico Sur. Los aviones recibieron un HUD, el radar Elta EL/M-2001B y un software desarrollado localmente.

## Variantes
Las que siguen son todas las variantes de Nesher, Dagger y Finger:
- Nesher S: monoplaza.
- Nesher T: biplaza.
- Dagger A: monoplaza actualizado para Argentina.
- Dagger B: biplaza actualizado para Argentina.
- Finger I.
- Finger II.
- Finger IIIA.
- Finger IIIB.

## Operadores
Argentina
- Fuerza Aérea Argentina
  - VI Brigada Aérea
    - Grupo 6 de Caza
      - Escuadrón I
      - Escuadrón II

 Israel
- Fuerza Aérea Israelí
  - Escuadrón 101 «First Figher»
  - Escuadrón 144 «Guards of the Arava»
  - Escuadrón 113 «Hornet»
  - Escuadrón 253 «Negev»

## Historia operacional

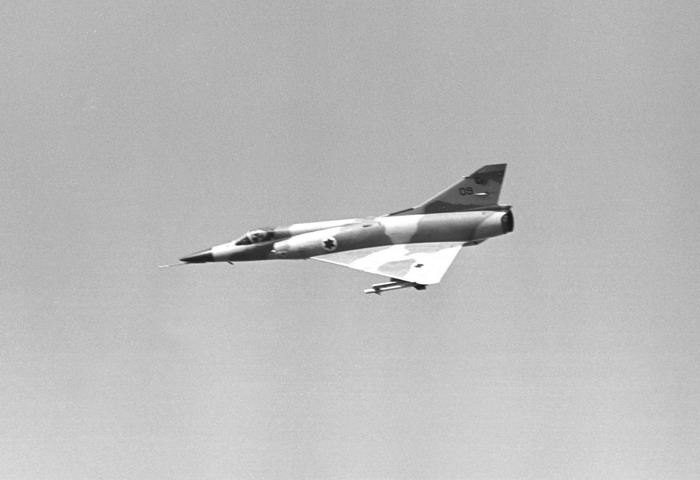
Nesher S sobre los Altos del Golán, durante la guerra de Yom Kipur, 1973.

Los primeros diseños se llamaron Ra'am A (Trueno). El diseño Raam B sustituía el motor Atar 9C por el GE-J79 americano, lo que finalmente llevaría al Kfir. El primer vuelo tuvo lugar en septiembre de 1969. A partir de mayo de 1971 el avión entró en servicio como IAI Nesher. Era una copia del Mirage 5, con algunos componentes electrónicos israelíes.

### Israel
Cuatro escuadrones de caza se equiparon con el avión, tres de ellos antes de la guerra del Yom-Kippur. Todos los Nesher contaban al principio con un número de serie dos dígitos, pero después de la llegada de biplazas, el monoplaza recibió el primer dígito adicional 5, y el biplaza recibió el primer 6.
Su primera victoria aérea tuvo lugar el 8 de enero de 1973, cuando 4 Nesher escoltaban a los F-4E que atacaron una base en Siria. En el combate con los MiG-21 sirios, dos derribos fueron reclamados por pilotos del Nesher.
Los Nesher lucharon en la guerra de Yom Kipur,  con varios aviones derribados. Cuando Libia entró en combate con sus Mirage los israelíes pintaron grandes triángulos amarillos rodeados por un marco negro grueso para evitar errores de identificación equivocada. Al menos 2 Mirage 5 fueron reclamados por los pilotos de los Nesher. Un Nesher derribó un F-4E Phantom por error. Al final de la guerra los Nesher reclamaron haber derribado 25 aviones enemigos.
Entre 1978 y 1981, el Nesher fue retirado del servicio, sustituido por avión de combate local, el Kfir. Los aviones se vendieron a Argentina. Posteriormente también se vendieron otros fuselajes a Sudáfrica para el desarrollo del Atlas Cheetah.

### Argentina

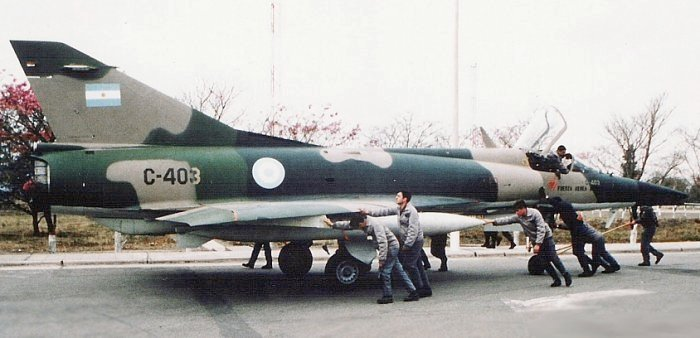
Dagger A con el primer esquema de pintura que Argentina aplicó a sus aviones, llamado SEA (en inglés: South East Asia, en español: Sudeste Asiático).

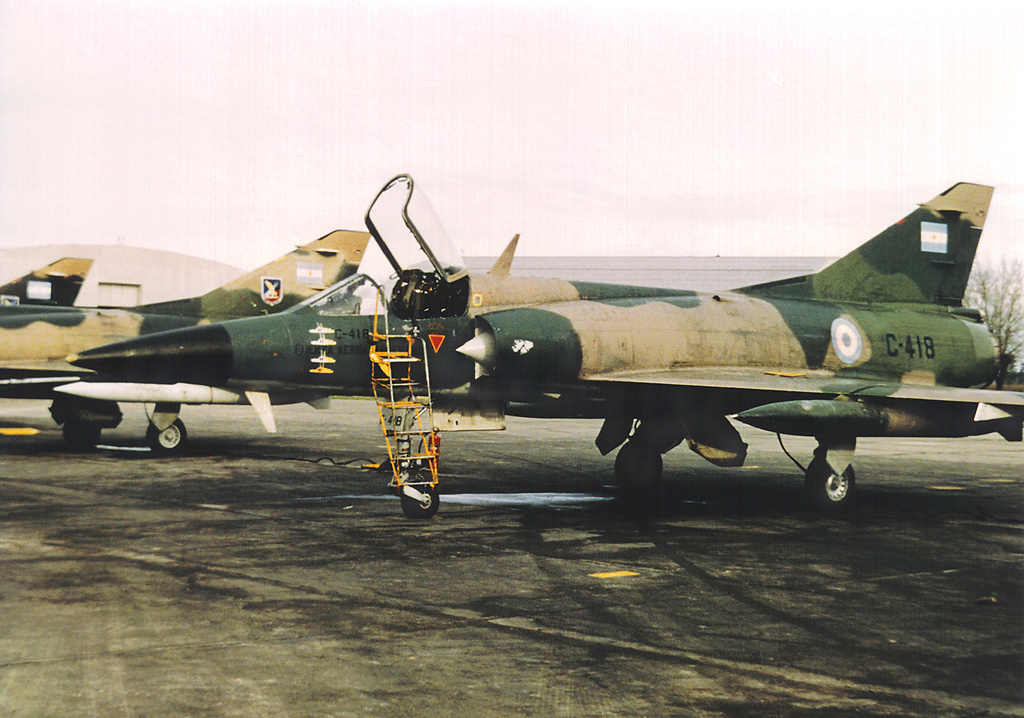
Dagger con el esquema SEA, la silueta de las islas Malvinas en el costado de la toma de aire y los kill mark de barcos británicos.

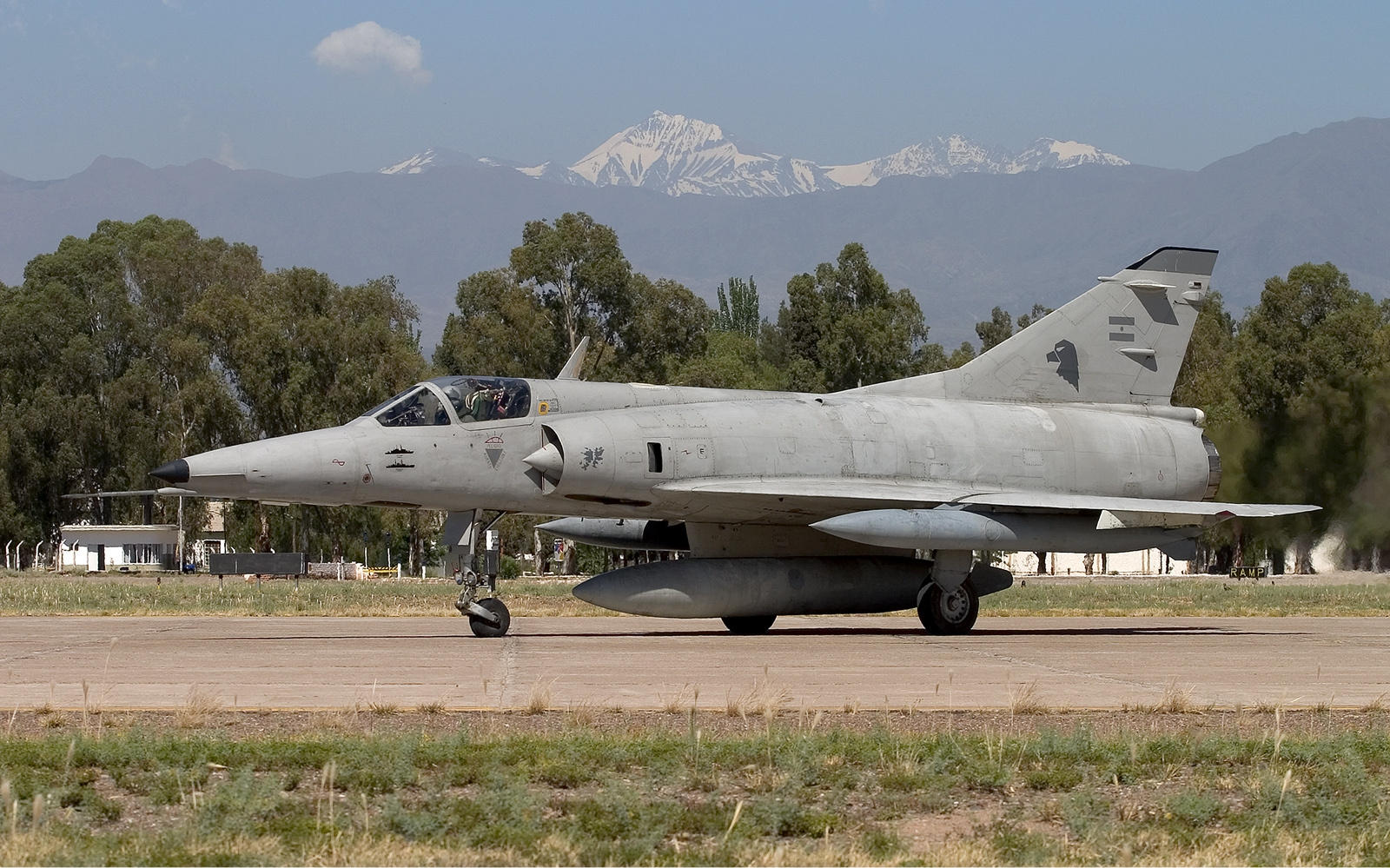
Finger IIIA rodando por el aeropuerto de Mendoza, año 2005.

El 28 de agosto de 1978 nació formalmente el Escuadrón Dagger con la presentación de los pilotos en la VIII Brigada Aérea en la Guarnición Aérea Mariano Moreno.
Los pilotos argentinos recibieron entrenamiento en Israel y Perú, que ya tenían el Mirage 5.
Los aviones llegaron en dos lotes, 26 en 1978 y 13 en 1980, con un total de 35 monoplazas Dagger A y 4 entrenadores biplaza Dagger B. Los primeros aviones del primer lote llegaron en noviembre de 1978 al puerto de Buenos Aires y l 12 de diciembre los primeros llegaron a la VIII brigada aérea. Tras el fin de la crisis con Chile se revisaron los aviones para resolver los problemas que la rapidez de la puesta en servicio había causado. La unidad flamante recibió el nombre definitivo de «Grupo 6 de Caza» el 21 de diciembre de 1979. El Grupo se componía por el Escuadrón I y II y la Escuadrilla de Servicios.
Tras la Operación Rosario del 2 de abril de 1982, el Grupo 6 de Caza desplegó el I y II Escuadrón Aeromóvil Dagger, uno en la BAM Río Grande y el otro en la BAM San Julián, bajo el mando de la Fuerza Aérea Sur.
Al finalizar el conflicto los Dagger habían sumado un total de 153 misiones de combate realizadas, perdiendo 11 aviones y seis aviadores. De las perdidas, nueve fueron por misiles AIM-9L disparados por Sea Harrier y dos por misiles antiaéreos disparados por la Marina Real británica. La distancia a los objetivos, la falta de capacidad de reabastecimiento en vuelo y la falta de entrenamiento en ataque a objetivos navales fueron los obstáculos a los que se enfrentaron en la guerra. A pesar de ello lograron alcanzar con sus bombas a las fragatas HMS Antrim (D18), HMS Brilliant (F90), HMS Broadsword (F88), HMS Ardent (F184), HMS Arrow (F173) y HMS Plymouth (F126).
Al principio de la contienda, los argentinos pintaron en sus Dagger una banda de color amarillo de un metro de largo en las superficies superiores e inferiores y en la cola a fin de la identificación correcta frente a la artillería antiaérea propia. A fines de mayo, el mando aeronáutico dispuso eliminar las bandas, por lo que el fin del conflicto encontró a los Dagger con sus colores originales, pero con el añadido de las siluetas de barcos que indicaban sus victorias o la silueta de las islas Malvinas. Posteriormente, la pintura de los aviones fue descuidada en favor de otras prioridades hasta los principios de los años noventa, cuando se probó un esquema totalmente gris sobre un Mirage IIIEA, el cual fue estandarizado para todos los Mirage y Dagger de la Fuerza Aérea. El nuevo esquema era un gris claro, con las marcas de identificación en un gris un poco más oscuro, además del añadido de un nuevo escudo en forma de cabeza de águila.
En septiembre de 2011 se vieron afectados al control aeroespacial del norte argentino, en el marco del Operativo Fortín, operando desde el aeropuerto de Santiago del Estero.

### Retiro
Los aviones de la Fuerza Aérea Argentina dejaron de volar en el año 2015 tras 43 años de servicio y 131 000 horas de vuelo. Poco después, una organización de veteranos de guerra argentinos instalaron una réplica del Dagger A matrícula C-433 en el cenotafio de Malvinas, en la provincia de Buenos Aires.

## Especificaciones
Referencia datos: Dagger & Finger en Argentina 1978-2004 (2004, p. 83)

### Características generales
- Tripulación: 1
- Longitud: 15,6 m (51,2 ft)
- Envergadura: 8,2 m (27 ft)
- Altura: 4,6 m (14,9 ft)
- Peso vacío: 6800 kg (14 987,2 lb)
- Peso cargado: 9550 kg (21 048,2 lb) solo con combustible
- Peso máximo al despegue: 13 500 kg (29 754 lb)
- Planta motriz: 1× turborreactor Snecma Atar 09C5A.
  - Empuje normal: 42,2 kN (4300 kgf; 9480 lbf) de empuje.
  - Empuje con postquemador: 58,8 kN (6000 kgf; 13 228 lbf) de empuje.

### Rendimiento
- Velocidad nunca excedida (Vne): 2389 km/h[cita requerida]
- Techo de vuelo: 15 240 m (50 000 ft)

### Armamento
- Cañones: 2× DEFA 552 de calibre 30 mm con 125 municiones cada uno
- Puntos de anclaje: 7 para cargar una combinación de:  
  - Bombas: 2 ExpAl BR-250
  - Otros: Tres tanques de combustible suplementarios

### Desarrollos relacionados
- Dassault Mirage III
- Dassault Mirage 5
- IAI Kfir
- Dassault/Enaer Mirage 50 Pantera
- Atlas Cheetah

### Aeronaves similares
- Northrop F-5
- McDonnell Douglas F-4 Phantom II
- Mikoyan-Gurevich MiG-21

### Listas relacionadas
- Anexo:Aeronaves de la Fuerza Aérea Israelí
- Anexo:Equipamiento histórico de la Fuerza Aérea Argentina